# جوزفین گیلان
جوزفین گیلان (انگلیسی: Josephine Gillan؛ زادهٔ تاریخ ورودی نامعتبر است) بازیگر سینما اهل بریتانیا است.